# Benthophilus svetovidovi
Benthophilus svetovidovi is een straalvinnige vissensoort uit de familie van grondels (Gobiidae). De wetenschappelijke naam van de soort is voor het eerst geldig gepubliceerd in 1979 door Pinchuk & Ragimov.